# Ishtar Yasin Gutierrez
Ishtar Yasin Gutierrez sinh năm 1968 tại Moscow, Nga có cha là người Iraq và mẹ người Chile - Costa Rican  bà là một đạo diễn và biên kịch. Đạo diễn của El Camino, một bộ phim được thiết kế cho điện ảnh Mỹ Latinh, được mô tả là "tác phẩm đầu tay ấn tượng", quay ở Costa Rica, Nicaragua và Pháp.

## Tiểu sử
Yasin sinh ra ở Moscow năm 1968, và hiện đang sống ở Costa Rica. Cha bà là giám đốc nhà hát người Iraq nổi tiếng Mohsen Sadoon Yasin và mẹ bà là một vũ công ba lê người Chile và biên đạo múa Elena Gutierrez, con gái của nhà văn được công nhận Joaquin Gutierrez.
Gia đình Yasin đã trở lại Chile, không lâu trước khi rời đi vào năm 1973, khi họ bị đe dọa bởi những người chơi và những người ủng hộ cuộc đảo chính quân sự của Tướng Augusto Pinochet. Năm 1985, ở tuổi mười bảy, Yasin theo bước chân của cha bà và đến Moscow, Nga đến Viện Nghệ thuật để hoàn thành khóa đào tạo học thuật và nghệ thuật, như một phần của lớp học. Tại đây, bà đã có bằng thạc sĩ về Diễn giải Sân khấu và Điện ảnh.
Tác phẩm kịch tính của bà mang tên Night Cadabra, đã được phát hành với thành công lớn và quan trọng ở Buenos Aires, Chile và Costa Rica. Ngoài ra, những câu chuyện của bà đã đạt được sự tiếp cận to lớn trong giới văn học người Costa Rica.

## Đóng phim
- Con đường (El Camino) (2007)